# هندرسون (تكساس)
هندرسون (بالإنجليزية: Henderson)‏ هي مدينة أمريكية تقع في ولاية تكساس.تبلغ مساحة هذه المدينة 31.1 (كم²)،ويبلغ عدد سكانها 11727 نسمة حسب إحصاء سنة 2010 م. تشير إحصاءات سنة 2000م بأن الكثافة السكانية في هذه المدينة تقدر بـ(365.9) نسمة/كم2.

## التركيبة السكانية
حدّد مكتب تعداد الولايات المتحدة بيانات التركيبة السكانية لهندرسون في تعداد الولايات المتحدة. في ما يلي، التركيبة السكانية حسب تعدادي 2000 و2010.

### تعداد عام 2000
بلغ عدد سكان هندرسون 11,273 نسمة بحسب تعداد عام 2000، وبلغ عدد الأسر 4,350 أسرة وعدد العائلات 2,969 عائلة مقيمة في المدينة. في حين سجلت الكثافة السكانية 361.4 نسمة لكل كيلومتر مربع (936.0/ميل2). وبلغ عدد الوحدات السكنية 4,831 وحدة بمتوسط كثافة قدره 154.9 لكل كيلومتر مربع (401.2/ميل2).
وتوزع التركيب العرقي للمدينة بنسبة 68.98% من البيض و22.34% من الأمريكيين الأفارقة و0.27% من الأمريكيين الأصليين و0.47% من الأمريكيين ذوي الأصول الآسيوية و0.01% من سكان جزر المحيط الهادئ و6.80% من الأعراق الأخرى و1.13% من عرقين مختلطين أو أكثر و11.80% من الهسبانيون أو اللاتينيون من أي عرق.
بلغ عدد الأسر 4,350 أسرة كانت نسبة 36.6% منها لديها أطفال تحت سن الثامنة عشر تعيش معهم، وبلغت نسبة الأزواج القاطنين مع بعضهم البعض 51.3% من أصل المجموع الكلي للأسر، ونسبة 13.7% من الأسر كان لديها معيلات من الإناث دون وجود شريك، بينما كانت نسبة 3.3% من الأسر لديها معيلون من الذكور دون وجود شريكة وكانت نسبة 31.7% من غير العائلات. تألفت نسبة 28.9% من أصل جميع الأسر من عدة أفراد يعيشون في نفس المنزل ونسبة 17.1% كانت تتألف من شخص يعيش بمفرده يبلغ من العمر 65 عاماً أو أكثر. وبلغ متوسط حجم الأسرة المعيشية 2.52، أما متوسط حجم العائلات فبلغ 3.12.
بلغ العمر الوسطي للسكان 36.7 عاماً. وكانت نسبة 26.9% من القاطنين تحت سن الثامنة عشر، وكانت نسبة 8.7% بين الثامنة عشر والرابعة والعشرين عاماً، ونسبة 25.6% كانت واقعةً في الفئة العمرية ما بين الخامسة والعشرين والرابعة والأربعين عاماً، ونسبة 19.4% كانت ما بين الخامسة والأربعين والرابعة والستين، ونسبة 16.8% كانت ضمن فئة الخامسة والستين عاماً فما فوق. يوجد لكل 100 أنثى 87.6 ذكر، ويوجد لكل 100 أنثى في الثامنة عشر من عمرها فما فوق 81.5 ذكر.
بلغ متوسط دخل الأسرة في المدينة 31,766 دولارًا، أما متوسط دخل العائلة فبلغ 38,095 دولارًا. وكان متوسط دخل الذكور 31,285 دولارًا مقابل 19,473 دولارًا للإناث. وسجل دخل الفرد الخاص بالمدينة 19,491 دولارًا. وكانت نسبة 12% من العائلات ونسبة 15.9% من السكان تحت خط الفقر، وكان من هؤلاء نسبة 25.2% تحت سن الثامنة عشر ونسبة 11.2% في الخامسة والستين من العمر وما فوق.

### تعداد عام 2010
بلغ عدد سكان هندرسون 13,712 نسمة بحسب تعداد عام 2010، وبلغ عدد الأسر 4,368 أسرة وعدد العائلات 3,010 عائلة مقيمة في المدينة. في حين سجلت الكثافة السكانية 439.6 نسمة لكل كيلومتر مربع (1,138.6/ميل2). وبلغ عدد الوحدات السكنية 4,859 وحدة بمتوسط كثافة قدره 155.8 لكل كيلومتر مربع (403.5/ميل2).
وتوزع التركيب العرقي للمدينة بنسبة 64.51% من البيض و23.88% من الأمريكيين الأفارقة و0.42% من الأمريكيين الأصليين و0.74% من الأمريكيين ذوي الأصول الآسيوية و0.08% من سكان جزر المحيط الهادئ و8.58% من الأعراق الأخرى و1.79% من عرقين مختلطين أو أكثر و18.04% من الهسبانيون أو اللاتينيون من أي عرق.
بلغ عدد الأسر 4,368 أسرة كانت نسبة 37.2% منها لديها أطفال تحت سن الثامنة عشر تعيش معهم، وبلغت نسبة الأزواج القاطنين مع بعضهم البعض 47.3% من أصل المجموع الكلي للأسر، ونسبة 16.7% من الأسر كان لديها معيلات من الإناث دون وجود شريك، بينما كانت نسبة 4.9% من الأسر لديها معيلون من الذكور دون وجود شريكة وكانت نسبة 31.1% من غير العائلات. تألفت نسبة 27.4% من أصل جميع الأسر من عدة أفراد يعيشون في نفس المنزل ونسبة 13.6% كانت تتألف من شخص يعيش بمفرده يبلغ من العمر 65 عاماً أو أكثر. وبلغ متوسط حجم الأسرة المعيشية 2.59، أما متوسط حجم العائلات فبلغ 3.15.
بلغ العمر الوسطي للسكان 37.5 عاماً. وكانت نسبة 22.6% من القاطنين تحت سن الثامنة عشر، وكانت نسبة 9.8% بين الثامنة عشر والرابعة والعشرين عاماً، ونسبة 28.3% كانت واقعةً في الفئة العمرية ما بين الخامسة والعشرين والرابعة والأربعين عاماً، ونسبة 25.1% كانت ما بين الخامسة والأربعين والرابعة والستين، ونسبة 14.2% كانت ضمن فئة الخامسة والستين عاماً فما فوق. وتوزع التركيب الجنسي للسكان بنسبة 52.7% ذكور و47.3% إناث.

## أعلام
- آرشي بيل
- إدي جونز
- كلود غراي
- روبرت بي تايلور
- ساندي دونكان